# Challenger de Bangalore 2023
El torneo Bengaluru Open 2023 fue un torneo de tenis perteneció al ATP Challenger Tour 2023 en la categoría Challenger 100. Se trató de la 6.ª edición; el torneo tuvo lugar en la ciudad de Bangalore (India), desde el 20 hasta el 26 de febrero de 2023 sobre pista dura al aire libre.

## Jugadores participantes del cuadro de individuales
| Favorito | País                       | Jugador              | Rank1 | Posición en el torneo |
| -------- | -------------------------- | -------------------- | ----- | --------------------- |
| 1        | Bandera de China Taipéi    | Chun-hsin Tseng      | 132   | Cuartos de final      |
| 2        | Bandera de Australia       | James Duckworth      | 138   | FINAL                 |
| 3        | Bandera del Reino Unido    | Ryan Peniston        | 147   | Segunda ronda         |
| 4        | Bandera de Austria         | Sebastian Ofner      | 155   | Primera ronda         |
| 5        | Bandera de Italia          | Luca Nardi           | 158   | Cuartos de final      |
| 6        | Bandera de Italia          | Francesco Maestrelli | 179   | Primera ronda         |
| 7        | Bandera de República Checa | Dalibor Svrčina      | 187   | Primera ronda         |
| 8        | Bandera de Bulgaria        | Dimitar Kuzmanov     | 196   | Cuartos de final      |

- 1 Se ha tomado en cuenta el ranking del 13 de febrero de 2023.

### Otros participantes
Los siguientes jugadores recibieron una invitación (wild card), por lo tanto ingresan directamente al cuadro principal (WC):
- Leo Borg
- S D Prajwal Dev
- Sumit Nagal

Los siguientes jugadores ingresan al cuadro principal tras disputar el cuadro clasificatorio (Q):
- Prajnesh Gunneswaran
- Jason Jung
- Alibek Kachmazov
- James McCabe
- Nikola Milojević
- Giovanni Mpetshi Perricard

## Campeones

### Individual Masculino
- Max Purcell derrotó en la final a  James Duckworth, 3–6, 7–5, 7–6(5)

### Dobles Masculino
- Yun-seong Chung /  Yu-hsiou Hsu derrotaron en la final a  Anirudh Chandrasekar /  Vijay Sundar Prashanth, 3–6, 7–6(7), [11–9]